# Edward Burke (lanzador de martillo)
Edward Burke ( Ukiah California, 4 de marzo de 1940), es un lanzador de martillo estadounidense. Compitió en los Juegos Olímpicos de Tokio 1964, México 1968, y en Los Ángeles 1984 y se ubicó en los puestos 7, 12 y 18, respectivamente. Logró su mejor marca personal en 1984, a los 44 años.
Burke llegó a los Juegos Olímpicos de Verano de 1968 como favorito, después de establecer el récord en los EE. UU. de 235 '11 "en el Campeonato AAU de 1967 en Bakersfield, California (el mismo encuentro que Jim Ryun logró su récord de larga data de 3: 51.1 millas), luego dos mejores actuaciones en la historia. Después de recibir (injustamente) una falta en sus dos primeros lanzamientos, estaba tan decepcionado con sus resultados que se retiró del deporte después de los Juegos Olímpicos. En 1979, vio la Copa del Mundo por televisión con sus hijas que nunca había visto lanzar a su padre. Se maravilló del tamaño relativamente pequeño del campeón Sergei Litvinov (de la antigua Unión Soviética). Justo antes de cumplir 40 años, decidió darse una oportunidad más al lanzamiento de martillo. Después de entrenar, formó parte del equipo de Estados Unidos en el primer Campeonato Mundial de la IAAF, y logró el mejor tiempo de su vida de 243 '11 "en el proceso de clasificación para sus terceros Juegos Olímpicos a los 44 años (una hazaña que su contemporáneo Al Oerter también intentó y fracasó ese año). Fue el primer estadounidense en lograr la clasificación para los equipos olímpicos con 20 años de diferencia (desde que lo igualó Francie Larrieu Smith, también de San José, California en 1992). Siendo el miembro de mayor edad del equipo y una historia notable, fue seleccionado para llevar la bandera, lo que hizo con una mano, en las Ceremonias de Apertura en dichos Juegos Olímpicos de su ciudad natal.
"Eso es por lo que soy conocido. Es uno de esos caprichos del destino. La gente no puede recordar quién ganó la medalla de oro, pero recuerdan al tipo que llevó la bandera al estadio”.
Ed Burke asistió a la universidad en la Universidad Estatal de San José.

## Vida Posterior
Después de los Juegos Olímpicos, se retiró nuevamente para enrolarse al Club Atlético Los Gatos. Se unió a su compañero olímpico, Mac Wilkins, para formar el equipo Explorer Post 813 en San José, California, dedicado a entrenar a niños y niñas en el arte de lanzar. Construyeron jaulas de lanzamiento junto a la autopista 85, con la ayuda de otros atletas de clase mundial que entrenaban en el área de San José. 30 graduados de su programa han pasado a lanzar para las escuelas de la División I de la NCAA, dos de ellos Dave Popejoy y Kevin McMahon hicieron equipo olímpicos de los Estados Unidos.
21 años después de su segundo retiro, Burke volvió a competir en la división de 65 años. y rápidamente estableció el récord mundial para la división de su edad. Después de cumplir 70 años en el 2010, lo volvió a hacer en su nueva división de edad.
"Me gusta entrenar, pero me gusta entrenar con un propósito. Realmente no me importa qué tan lejos lanzo, me gusta el movimiento. es un rompecabezas Ha sido un rompecabezas toda mi vida".

## Logros
| Representando a los Estados Unidos | Representando a los Estados Unidos | Representando a los Estados Unidos | Representando a los Estados Unidos | Representando a los Estados Unidos |
| ---------------------------------- | ---------------------------------- | ---------------------------------- | ---------------------------------- | ---------------------------------- |
| 1983                               | Campeonato Mundiales               | Helsinki, Finlandia                | posición 20                        | 69.12 m                            |